# Bartomeu Estades de Moncaira i Socies de Fangar
Bartomeu Estades de Moncaira i Socies de Fangar (Fornalutx, 21 d'abril de 1807, id 29 d'agost de 1860) fou un terratinent, militar i polític de la Vall de Sóller. Els seus béns ocupaven gairebé tot l'actual terme municipal de Fornalutx. Propietat seva eren les possessions de Moncaira i Monnàber, les finques d'Es Mas, Ca n'Antuna i S'Olivar Major a més d'altres olivarets, així com els casals de Sa Casa d'Amunt i Ca'n Arbona dintre el nucli urbà de Fornalutx. Fill i successor de Joan Baptista Estades de Moncaira i Serra-Poquet i de la seva muller Catalina Socies de Fangar i Serra de Gaieta, es casà a principis de 1831 a l'església de Sant Jaume de Palma essent cadet de milícies provincials de Mallorca, amb la seva cosina germana Catalina Montaner i Socies de Fangar (1806-1847). D'aquesta unió, mesos després, el 25 de novembre del mateix any, en naixeria el seu primogènit Joan Baptista Estades de Moncaira i Montaner. El 1836 -a instància de l'Ajuntament de Sóller- el Governador Civil de la província José Maria de Bremon el nomenà tinent de la 2a. companyia de la Milícia Nacional. A l'any següent, el 9 de maig de 1837 -data de la definitiva separació de Fornalutx del municipi de Sóller- fins a la seva mort el 29 d'agost de 1860, ocuparà unes quantes vegades la batlia constitucional del seu poble, així com el càrrec de jutge municipal. A principis del seu primer mandat, el 15 de maig de 1837, es constituí una junta local de beneficència per a ajudar els necessitats.